# Camillo Wagner
Camillo Wagner (seit 1886 von Freynsheim) (* 22. Juni 1813 in Frein bei Frankenburg; † 15. Februar 1896 in Graz) war ein österreichischer Jurist und Politiker.

## Leben
Wagner studierte von 1830 bis 1838 Rechts- und Kameralwissenschaften an den Universitäten Innsbruck, Prag und Wien. Außerdem studierte er Berg- und Forstwissenschaft an der Akademie in Schemnitz. Von 1838 bis 1840 absolvierte er ein Praktikum bei der Berg- und Salinendirektion in Hall in Tirol sowie beim Stadt- und Landgericht in Innsbruck. Seit 1840 arbeitete er als Bergoberamtsaktuar in Joachimsthal. Von 1840 bis 1850 war er Berggerichtsassessor in Steyr. Er arbeitete von 1850 bis 1852 als Landesgerichtsassessor am Landesgericht Salzburg, von 1852 bis 1854 dort als Landesgerichtsrat, schließlich von 1854 bis 1850 als Oberlandesgerichtsrat und Vizepräsident des Landesgerichts in Hermannstadt. Von 1861 bis 1886 war er Oberlandesgerichtsrat am Oberlandesgericht Wien.
Wagner absolvierte etliche Reisen in Westeuropa und arbeitete für mehrere Zeitungen, u. a. für die Augsburger Allgemeine Zeitung.
Vom 18. Mai 1848 bis 19. April 1849 war Wagner für den Wahlkreis Österreich ob der Enns und Salzburg in Steyr Mitglied der Frankfurter Nationalversammlung in der Fraktion Westendhall.